# Chaetocarpus africanus
Chaetocarpus africanus là một loài thực vật có hoa trong họ Peraceae. Loài này được Pax mô tả khoa học đầu tiên năm 1894.